# Élet és Tudomány
Az Élet és Tudomány magyarországi országosan terjesztett tudományos ismeretterjesztő hetilap. Elsősorban a magyar tudományos élet eredményeire koncentrál, jellegzetessége, hogy a kutatók saját maguk írnak eredményeikről közérthető, népszerű formában. Érdeklődésének középpontjában a magyar és nemzetközi aktuális tudományos eredmények, valamint a tudomány hétköznapi kapcsolódási pontjai állnak. Célja a tudomány iránt érdeklődő, legalább középfokú ismeretszinttel rendelkező olvasó pontos tájékoztatása. Fontos szerepe van a legújabb magyar találmányok és tudományos eredmények országos elterjesztésében, valamint a nemzetközi eredmények magyarországi megismertetésében. Nem egy minél nagyobb profitra törekvő, hanem a tudomány értékei iránt elkötelezett lap.

## Története
A lapot 1946-ban ugyanezen a néven alapította Szent-Györgyi Albert, első felelős szerkesztője Csűrös Zoltán vegyészmérnök volt. A lap első száma 1946 decemberében jelent meg, melyhez a Nobel-díjas lapalapító maga írta a bevezető cikket. Bár arculata többször változott, de címe és a színvonalas ismeretterjesztésre való igénye mindmáig állandó jellegzetessége az Élet és Tudománynak.  1994-ig a Hírlapkiadó gondozásában jelent meg, majd, 1995 és 1996 között a Közlöny- és Lapkiadó, 1997 és 2006 között a Magyar Hivatalos Közlönykiadó,  majd 2006-tól a Tudományos Ismeretterjesztő Társulat adja ki.
1993 és 1994 között ÉT. szalagcímmel jelent meg, valamint 1992-től 2002-ig az újság általános megjelenésétől eltérő fekete-fehér Diákoldal melléklet is tartozott hozzá.

## Díjak
- 2006-ban Magyar Örökség díjat kapott.[3]

## Arculat
Minden szám elején és hátulján teljes oldalas kép található, melyek közül a címoldali kép mindig egy-egy nagyobb cikkhez tartozik, így egyfajta ízelítőként is szolgál. Emellett az újság egészében fontos szerephez jutnak a képek, mivel nem jelenhet meg benne olyan cikk, melyhez nem tartozik kép.  Jelentőségük nem csupán az illusztráció szempontjából nagy, de ismeretterjesztő funkciójuk is van. Minden kép alatt találunk hosszabb-rövidebb képaláírásokat, melyek önmagukban is fontos információkat tartalmaznak.
A lap oldalszámozása évfolyamonként indul újra, mely megkönnyíti a kereshetőséget és a hivatkozásokat az egyes tudományos cikkekre. Fő témái között szerepel az orvostudomány, a biológia, a régészet, a fizika, néprajz, vallástudomány és a csillagászat. Állandó rovatai (például: Első kézből, A tudomány világa) olvasmányos jelleggel, közérthetően és tömören mutatják be a világ legújabb tudományos eredményeit. Vezető cikkeit egy-egy aktuális tudományos kérdésről maguk a kutatók írják, olyan formában, mely az alapvető tudományos szakkifejezések birtokában bárki számára érdekes olvasmány lehet. Ezenfelül találunk az újságban könyv-, kiállítás- és tévéprogram-ajánlót is, melyek által az olvasó tovább bővítheti tudományos tájékozottságát. Az újságba kerülő anyagok kiválasztásában fontos szerepet játszik, hogy a legújabb magyar tudományos eredményekről szóló színvonalas, de mégis közérthető cikk legyen. Ezek kiválasztásában a főszerkesztőt a szerkesztőbizottság és maguk a kutatók is segítik. A cikkek nagy része magyar eredményekről szól, csak a kitekintő rovatokban vesznek át anyagokat külföldről. Ez az egyik olyan tulajdonsága, amely megkülönbözteti más konkurens lapoktól (pl. National Geographic), valamint az, hogy hetente megjelenő tudományos cikkei több háttérismeretet igényelnek, mint más lapok esetében.

## Rajongói kör

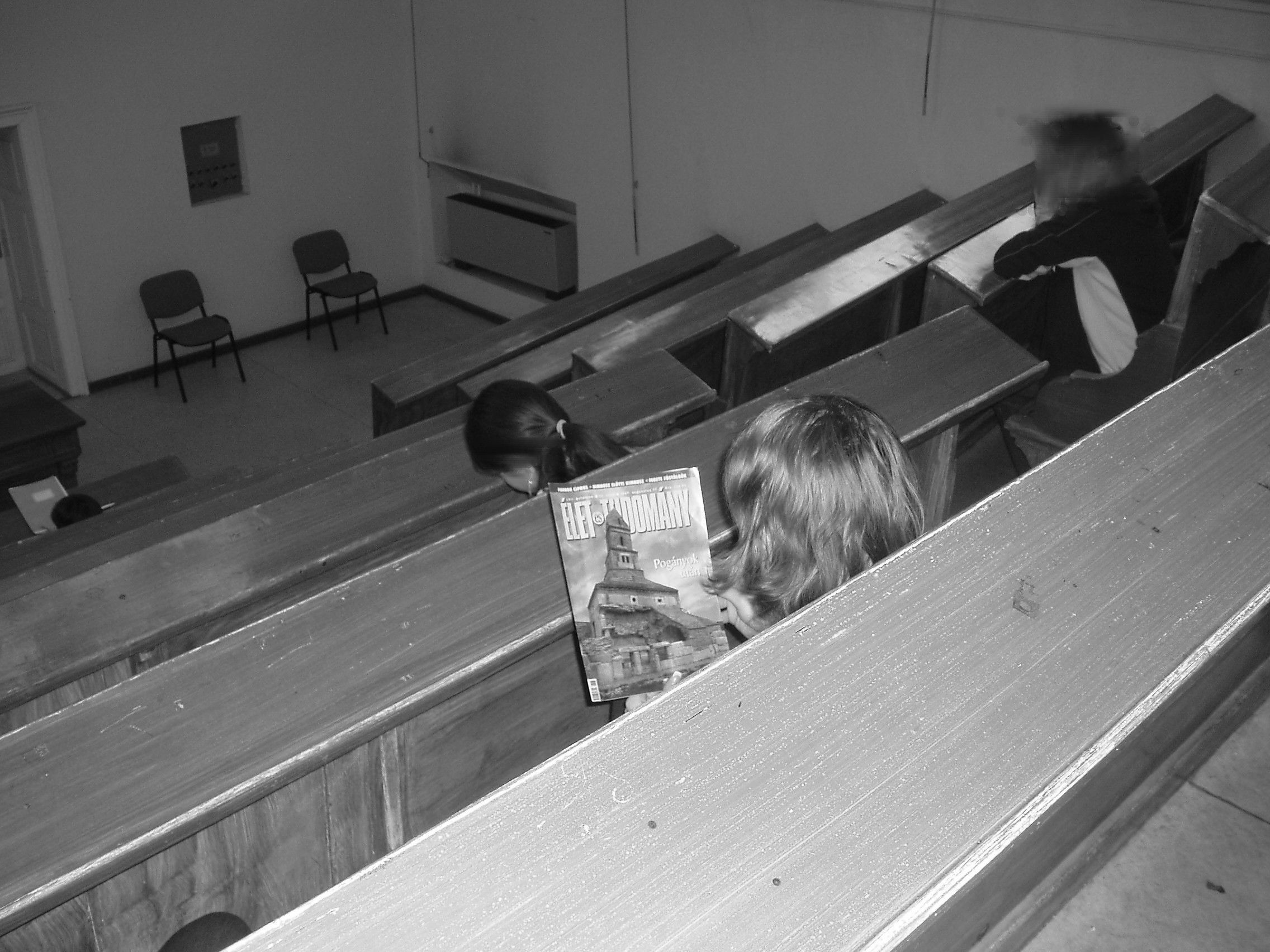
Az Élet és Tudomány az egyetemen

Az Élet és Tudomány célcsoportjai a tudományos érdeklődéssel rendelkező értelmiségi réteg és az e témában érdekelt egyetemi, főiskolai hallgatói réteg. Bár a lapban nem található véleményoldal, az „ÉT” becenévre hallgató újság szerkesztősége számos lépést tesz, hogy olvasóival párbeszédet alakítson ki. Ilyenek a Természet Világával közösen szervezett Szerethető Tudomány elnevezésű előadások, valamint az egyéb tudományos-ismeretterjesztő rendezvények. Ezenfelül interneten és telefonon is könnyen fel lehet venni a kapcsolatot a szerkesztőkkel, valamint az újság honlapján és a Sulinet Digitális Tudásbázis weboldalon a lap archívuma is megtalálható és a korábbi számok megvásárolhatók a szerkesztőségben.

## A szerkesztőség 2007-ben
A Tudományos Ismeretterjesztő Társulat (TIT) gondozásában jelenik meg Budapesten, főszerkesztője 2004-től Gózon Ákos. A szerkesztőség viszonylag kis létszámú, 5-6 belsős, 3-4 külsős tagja van, állandó fotós Bojtár Ottó, valamint tartozik hozzá még művészeti vezető és több külföldi tudósító is.
Az újság hetente jelenik meg, bolti ára 230 Ft (2007. október). Példányszáma nem publikus, de körülbelül 14 000 példányban jelenik meg hetente. Bevételének nagy részét az ilyen módokon értékesített újságok adják, valamint pályázatokból, támogatásokból tartja fenn magát. 2007 novemberében újult meg a lap honlapja, ahol több információ érhető el a lapról.

## A szépirodalomban
Bálint Ágnes a Szeleburdi család című regényében a naplóíró kisfiú a következőket jegyzi fel: „Most én is sikerélményeket gyűjtök, mert olvastam az Élet és Tudományban, hogy aki este a nap közben elért sikerektől föllelkesülve alszik el, az rövidebb idő alatt alussza ki magát.” A sikeres napokon ezért este 8 után is akar tévét nézni.